# Máelmuad mac Brain
 (signalé en juin 2025).
Si vous disposez d'ouvrages ou d'articles de référence ou si vous connaissez des sites web de qualité traitant du thème abordé ici, merci de compléter l'article en donnant les références utiles à sa vérifiabilité et en les liant à la section « Notes et références ».
- Archive Wikiwix
- Bing
- Cairn
- DuckDuckGo
- E. Universalis
- Gallica
- Google
- G. Books
- G. News
- G. Scholar
- Persée
- Qwant
- (zh) Baidu
- (ru) Yandex
- (wd) trouver des œuvres sur Wikidata

Máelmuad mac Brain est roi des Eóganacht Raithleann et un roi du Munster (irlandais: Muman} de 976 à 978.

## Biographie
Maélmuad ou Maol-Muadh, fils de Brain, dynaste de Rathlinn ou Cineal-Aodh en 961, tue Fer Gráid mac Cléirig, le roi de Cashel ou des deux Munster issu de la lignée des Eóganacht Chaisil, pour le punir de ne pas avoir assemblé les forces du Munster contre Domnall mac Muircheartach Ard ri Érenn d'Irlande, qui est venu l'année précédente ravager Cashel. Il est alors un des plus puissants princes Eóganachta et un ambitieux infatigable. 
Il s'allie avec les Danois du Munster contre Mathgamain mac Cennétig et successeur de Fer Gráid sur le trône de Cashel, et livre une bataille sanglante en 967 (Sulchoid, datée 969 par d'autres sources) contre ce prince, au cours de laquelle un grand nombre de combattants tombe des deux côtés. 
N'ayant réussi à vaincre Mathgamain mac Cennétig sur les champs de bataille, Maélmuad pense qu'il pourrait triompher par d'autres moyens. En 976, sous le prétexte de pourparlers de paix, il rencontre Mathgamain dans la maison de Donnubán mac Cathail, roi des Uí Fidgenti, le fait prisonnier et l'assassine dans un endroit appelé Leacht-Mhaghtamhna, dans les montagnes de Muskery, près de Macroom. Comun, fils de Ciaragan, évêque de Cork, maudit par la suite les coupables de cet horrible meurtre, pour avoir violé son engagement de protection. 
En représailles de cette action barbare, Brian Boru, le frère de Mathgamain mac Cennétig, avec son fils Murchad alors âgé de 16 ans, assemble tous les Dalcassiens et entre à leur tête dans le Desmond où il livre bataille en 978 dans un lieu appelé Beallach-Leachta, à Maol-Muadh et aux Eóganachta, soutenus par tous les Danois du Munster. Au cours de cette bataille Maol-Muadh est tué des mains du jeune Murchad qui se singularise dans le feu de l'action. La plupart des Eóganachta et des 200 Danois y sont tués.
En 979 Brian Boru conclut la paix avec Cian, fils de Maélmuad, et lui donne la souveraineté du sud du Munster (Desmond) ainsi que sa fille Sadhbh en mariage. De ce couple sont issus les O'Mahony.

## Sources
- Annales de Inisfallen
- Annales d'Ulster
- Généalogie de Barthelémy O'Mahony certifiée par le juge d'armes d'Irlande 1786.